# Cerkiew Przemienienia Pańskiego w Płocku
Cerkiew pod wezwaniem Przemienienia Pańskiego – prawosławna cerkiew parafialna w Płocku. Należy do dekanatu Warszawa diecezji warszawsko-bielskiej Polskiego Autokefalicznego Kościoła Prawosławnego.
Świątynia mieści się przy ulicy Tadeusza Kościuszki 18, w budynku stanowiącym część kompleksu dawnego klasztoru dominikanów.

## Historia
Pierwsza cerkiew została wzniesiona na placu Panieńskim, zwanym wówczas Floriańskim (dziś Obrońców Warszawy) w latach 1865–1867 przez Bronisława Brodzic-Żochowskiego (1836–1911), ucznia Georga F. Ziebalda z Monachium. Usytuowano ją w centralnym punkcie miasta przy przecięciu placu Floriańskiego z ulicą Tadeusza Kościuszki. Miała ona stanowić symbol panowania carskiego na ziemiach polskich związanego z prawosławiem. Wybudowano także pięć innych cerkiewek, między innymi na cmentarzu prawosławnym (istniejącą do dzisiaj), w więzieniu, w gimnazjum męskim, koszarach wojskowych. 
W 1919 cerkiew stanowiącą symbol niewoli rosyjskiej, a poza tym wybitnie obcy element architektoniczny w centrum miasta, początkowo zamieniono na kościół garnizonowy, a w 1929 rozebrano. Podobny los spotkał niektóre z istniejących wówczas cerkiewek.
W kwietniu 1921 na tle elewacji cerkwi odbyły się uroczystości nadania miastu Krzyża Walecznych przez Marszałka Józefa Piłsudskiego. 70 lat później Płockie Towarzystwo Numizmatyczne wydało pamiątkowy medal poświęcony Józefowi Piłsudskiemu, pierwszemu Honorowemu Obywatelowi Płocka. Na rewersie medalu autor utrwalił historyczne wydarzenie, jakim było uhonorowanie wybitnych płocczan, zasłużonych w wojnie 1920 roku, Krzyżami Walecznych. W tle widoczny jest zarys cerkwi. 
Obecnie parafia prawosławna w Płocku liczy kilkadziesiąt rodzin, jest więc nieliczna. Posiada kaplicę założoną w 1929 w byłym klasztorze dominikańskim przy ulicy Tadeusza Kościuszki 18. W niewielkiej kaplicy znajduje się ikonostas zaprojektowany i wykonany przez Aleksego Kiriuszyna. Zachowały się również liczne ikony jego autorstwa, które zdobią wnętrze kaplicy. Od 2011 trwa remont obiektu.
Od kwietnia 1993 proboszczem parafii prawosławnej jest ksiądz Eliasz Tarasiewicz.

## Opis dawnej cerkwi
Cerkiew płocka zbudowana była na planie wielokąta, schodkowo zwężającego się ku frontowi budowli, pięcioosiowa, trzynawowa z transeptem, posiadała w osi głównej smukłą, wysoką wieżę od frontu oraz niską zakończoną spłaszczoną kopułę w części centralnej, a ponadto sześć innych wieżyczek. Kopuły wieży były bogato złocone. Przed trzema wejściami znajdowały się schody o kilkunastu stopniach, rozdzielone podestami. Cerkiew utrzymywana była w jasnym pastelowym kolorze niebiesko-szarym. Wnętrze wyposażone było w bogate przedmioty liturgiczne przedstawiające dużą wartość artystyczną, podobnie jak obrazy sprowadzone ze stolicy cesarstwa. Przed cerkwią urządzono plac, na którym odbywały się parady wojskowe.